# Dadibi
Le dadibi est une langue papoue de la famille de langues teberanes, parlée en Papouasie-Nouvelle-Guinée, dans les provinces de Simbu et des Hautes-Terres méridionales.

## Écriture
| a | b | d | e | g | h | i | k | l | m | n | o | s | p | t | u | w | y |

La nasalisation est indiquée à l’aide de l’ogonek sous la voyelle : ‹ ą ę į ǫ ų ›.

## Sources
- Richard Loving, Phonologies of four Papua New Guinea languages, Ukarumpa, Summer Institute of Linguistics, coll. « Workpapers in Papua New Guinea Languages » (no 4), 1974, 158 p. (lire en ligne), Orthography p. 157-158